# Brueelia turdinulae
Brueelia turdinulae är en insektsart som beskrevs av Ansari 1956. Brueelia turdinulae ingår i släktet draklöss, och familjen fjäderlöss. Inga underarter finns listade i Catalogue of Life.